# Thlaspi triangulare
Thlaspi triangulare là một loài thực vật có hoa trong họ Cải. Loài này được (F.K. Mey.) Greuter & Burdet miêu tả khoa học đầu tiên năm 1983.